# 姚登山

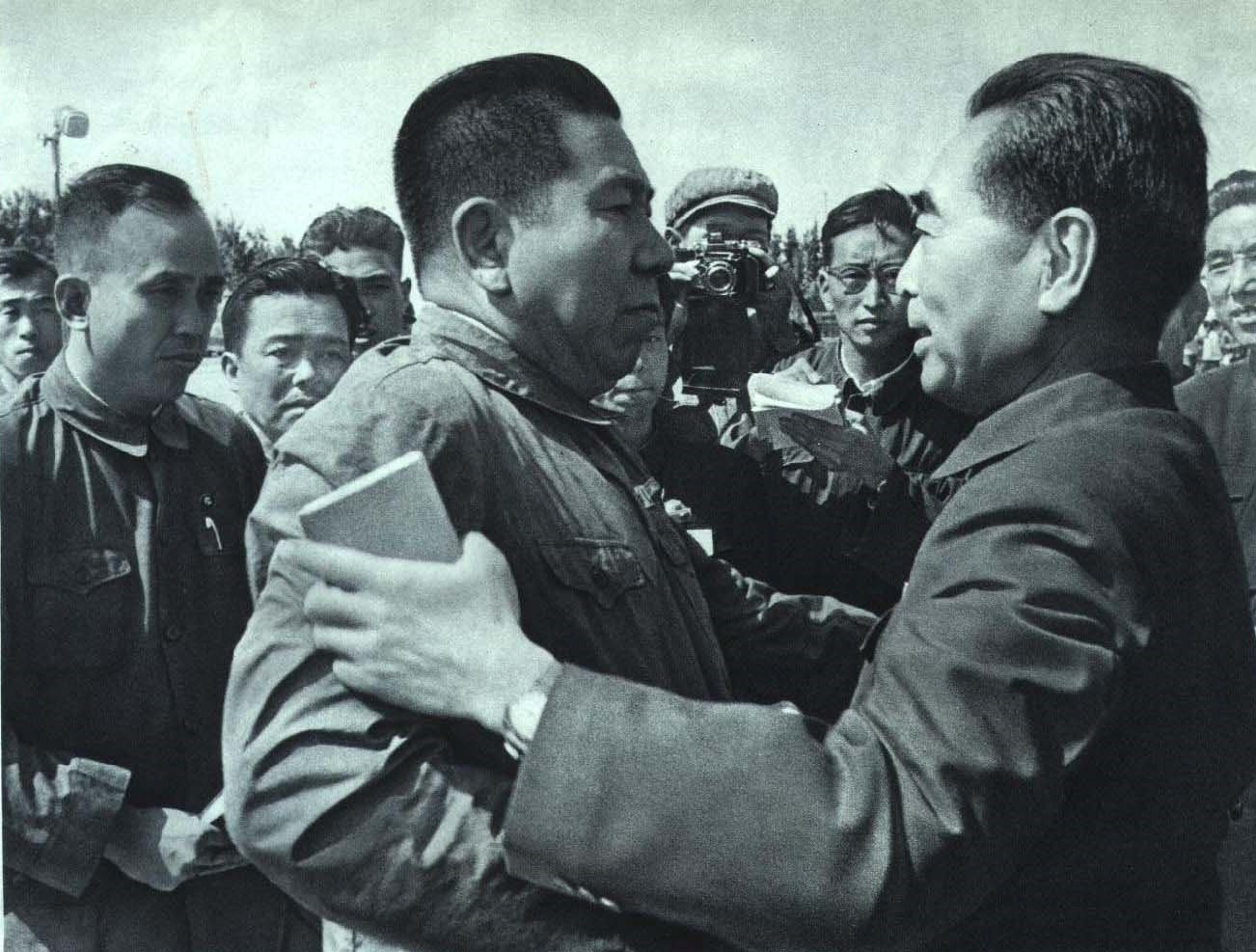
1967年，周恩来接机返回中国的姚登山

姚登山（1918年—1998年），山西襄汾人，中国共产党官员、中华人民共和国外交官。

## 生平

### 从山西到外交部
姚登山出身贫农，早年曾上高小。1935年，姚登山参加阎锡山的部队，历任班长、副小队长。抗日战争爆发后，1938年姚登山加入中国共产党，后奉派到213旅任中队长。他组织了地方武装襄陵自卫队进行游击战，历任游击大队大队长、游击支队支队长、曲襄大队教导员、副政委。
1945年，姚登山任中共曲襄县委书记。第二次国共内战期间，姚登山任襄陵独立团团长兼政委，率该独立团参加了临汾战役、太原战役、兰州战役等战役，该独立团隶属中国人民解放军第18兵团62军。
中华人民共和国成立后，1950年他调入中央人民政府外交部（后改为中华人民共和国外交部）工作，历任中国驻丹麦、芬兰大使馆一等秘书、参赞，外交部西欧司专员，中国驻锡兰大使馆参赞，总务司副司长，中国驻印度尼西亚大使馆参赞、临时代办。
1965年，印度尼西亚发生反华排华浪潮，时任中国驻印度尼西亚大使馆临时代办的姚登山负责领导抗暴斗争。1967年4月22日，雅加達的中国驻印尼大使馆因為被印尼懷疑支持印尼共產黨，遭到印尼军警與民眾包围攻擊，姚登山被印度尼西亚政府稱為不受歡迎人物，驱逐出境。4月30日，姚登山等人抵达北京，在首都机场受到周恩来总理、陈毅外长等政府领导人、江青、陈伯达等中央文革负责人以及数千名群众的热烈欢迎。他和徐仁等人被誉为“红色外交战士”。
此後中印關係惡化，1967年10月雙方中止外交關係，1989年2月才恢復外交往來，並在一年後恢復外交關係。

### 在外交部的文革斗争
在北京，姚登山很快卷入了外交部打倒部长陈毅的激烈斗争。1967年8月4日下午，北京市新闻界和电影界造反派在劳动人民文化宫举行声讨港英当局罪行大会，关锋、戚本禹、姚登山等人与会。大会开始前，戚本禹、关锋和姚登山就陈毅的问题进行了短暂交谈。1967年8月5日下午，外交部革命造反联络站召开全体大会，会上姚登山传达了8月4日戚本禹关于陈毅问题的讲话，会场内响起了“打倒刘邓陈”、“打倒陈毅”等口号。会后，外交部革命造反总部认为戚本禹关于陈毅问题的讲话同周恩来关于陈毅问题的指示不符，便于当晚致函周恩来和中央文革汇报。8月7日晚，因武汉七二〇事件而腿部受伤的中央文革小组成员王力未能同中央文革小组其他成员一起观看一场文艺演出，而是被临时指派在钓鱼台接见姚登山和外交部革命造反联络站核心组第一把手王中琪等七人，听取他们的汇报，王力在听取汇报期间不时插话。8月8日上午，王力又致信姚登山，信中称，
姚登山同志：

我们接到外交部革命造反总部八月五日的一封信，并附了你讲话的一个摘要。这封信和材料，关锋、戚本禹同志和我都看了。我们认为，革命造反总部这封信的精神是不好的，不对头。戚本禹同志讲的几句话，是正确的。你讲的话，也是对的。这些话引起群情激昂，高呼口号，是好事，是革命的景像。这些，为什么一定要加以反对呢？斗争的矛头究竟要指向谁呢？在要陈毅到群众中去检查的问题上，总理同文革小组的同志是一致的，企图从中寻找什么裂痕是徒劳的。现将外交部革命造反总部的信和附件送去。

敬礼！
8月8日一上班，外交部革命造反联络站核心组第一把手王中琪召开所属战斗队队长会议，传达王力八七讲话（由8月7日晚王力的插话整理而成）以及王力8月8日的来信。8月9日下午，外交部召开全体大会，姚登山在大会上宣读了王力的来信，外交部革命造反联络站核心组传达了王力的八七讲话。8月11日外交部和北京外国语学院“打倒派”组织的批陈联络站，在人民大会堂召开万人参加的“批斗陈毅大会”，周恩来、陈毅参加大会，陈毅遭到批斗。
此后外交部革命造反联络站策划砸烂外交部政治部的行动。8月13日凌晨，朱庭光给姚登山家打电话，向姚登山转达了王力的指示：“砸，不贊成。要有勇有謀。對攀險峰不能壓，要多做工作”。8月13日早晨上班前，姚登山按电话記錄向王中琪进行转告，王中琪随即召開了第二次核心組會，会上姚登山再次傳達记录，会议討論中有人认为王力不瞭解外交部情況，攀險峰“比老保還老保”，還称应按原計劃砸爛政治部。會議決定推遲一天采取行動，并決定姚登山任王中琪的顧問。8月16日，外交部革命造反联络站核心组成員黃安國帶頭赴外交部政治部奪權。:176
8月19日上午，北京外国语学院红旗革命造反团“打倒派”领导人宋远利派一百多名学生进驻外交部，封闭中共外交部党委办公室，成立临时指挥部，发布三项通令。通令称，
（1）从即日起，所有党委委员停止一切工作。不得擅自召开会议，无权批阅任何文件，无权处理任何业务工作。
（2）部党委成员中，姬鹏飞、乔冠华二人必须于今日下午三点前来指挥部报到，其他成员必须根据自己的罪行和错误情节进行自我交代和检查，必须对陈毅及其部党委进行认真具体的揭发，每晚八点到我指挥部汇报。
（3）外交部不能同时存在两个政权，在革命委员会成立以前，外交部一切党政事务均应由《外交部革命造反联络站》负责处理。
外交部革命造反联络站核心组接受了临时指挥部授予的“外交部一切大权”。联络站核心组第一把手王中琪召开紧急会议，通过《关于立即创造条件建立革命委员会和成立临时业务领导班子的决议》，决定由姚登山等人组成外交部临时业务领导小组取代中共外交部党委接管外交部业务工作。外交部第二亚洲司新愚公战斗队在外交部张贴“要求姚登山当外交部代理部长”的大字报，北京外国语学院、北京第二外国语学院学生在天安门刷写了大标语“强烈拥护姚登山当外交部代理部长”。8月19日至8月22日，联络站控制的外交部业务监督小组全权负责外交部业务，中央失去对外交部业务的控制权。
8月22日火烧英国代办处事件发生后不久，8月23日凌晨，周恩来、中央文革小组副组长陈伯达、公安部部长谢富治等人紧急召见了外交部革命造反联络站、北京外国语学院红旗革命造反团等组织的代表，对他们进行了严厉批评，周恩来责令北京外国语学院红旗革命造反团立即撤出外交部，所贴封条全部无效，会后周恩来单独召见外交部革命造反联络站核心组，否定了其上报的夺权方案即《关于彻底解决部领导班子的意见》。
8月26日周恩来通过充任毛泽东“联络员”的杨成武向在外地的毛泽东递交了王力的八七讲话，毛泽东对该讲话极为反感。此后王、关、戚事件爆发，王力、关锋、戚本禹被打倒。外交部革命造反联络站随之瓦解。
1967年11月25日，外交部革命造反联络站临时勤务组（简称“临勤”）、外交部革命造反总部、攀險峰联合成立了外交部無產階級革命派大聯合籌備小組（简称“大联筹”），开始了外交部的联合执政时期。大联筹的主要政治口号包括：“打倒劉、鄧、陶！打倒孟用潛！打倒王炳南！打倒陳家康！打倒冼依！徹底批判陳、姬、喬！徹底批判姚登山！重炮猛轟劉曉！徹底把劉曉的問題搞清楚！”:197

### 从五一六分子到离休
1971年，在清查五一六运动中，姚登山被外交部作为“五一六分子”揪出。1971年6月11日，外交部在北京工人體育場召開萬人批斗大會逮捕姚登山。:251此后姚登山被关进秦城監獄。1980年8月，姚登山获釋。姚登山被逮捕和释放均未履行司法程序，姚本人也从未经司法程序判处刑罚。
1981年4月，外交部政治部的工作人員同姚登山談結論，因为态度蛮横，姚登山乃拒绝接受結论。1982年4月，外交部党组派人再次同姚登山谈结论，提出取消五一六分子的罪名，但保留反对周恩来、坚持打倒陈毅等问题，姚登山不服，认为自己的错误只有不应扩散王力、关锋、戚本禹讲话、支持外交部革命造反联络站查封外交部政治部、参与研究了外交部革命造反联络站上报周恩来的外交部业务领导班子名单等。外交部将其申诉与结论归档，结论中称对其处分为“留党察看一年处分（自1971年11月至1972年11月止），1980年8月起恢复行政11级。”结论作出后，1982年5月，姚登山向中共外交部黨組要求工作，此后在中共調幹支部參加活動。1985年6月，姚登山隨大批老幹部一道離休。:358-360
1998年，姚登山在北京逝世。:360